# Wielki Klincz (przystanek kolejowy)
Wielki Klincz – nieczynny przystanek kolejowy we Wielkim Klinczu.

## Położenie
Stacja położona jest na północ od miejscowości Wielki Klincz.

## Historia
Linia kolejowa Pszczółki-Kościerzyna na której znajduje się stacja Wielki Klincz powstała w 1885 w ramach budowy Królewskiej Kolei Wschodniej. Linia 233 aż do 1930 była najkrótszą trasą łączącą Kościerzynę z Gdańskiem a potem z Trójmiastem. Ruch pociągów został wstrzymany w 1994 roku. Później linia była obsługiwana jeszcze zastępczą komunikacją autobusową.

## Linia kolejowa
Przez Wielki Klincz przechodzi linia kolejowa nr 233, obecnie rozebrana linia była niezelektryfikowana, normalnotorowa, jednotorowa.

## Pociągi

### Pociągi osobowe
Ruch pociągów osobowych został wstrzymany w 1993 roku.

### Ruch towarowy
Ruch pociągów towarowych został wstrzymany w 2001 roku.

## Infrastruktura

### Peron
Perony są niskie, nie kryte. Nawierzchnia peronów jest pokryta płytami chodnikowymi.